# حسن مصطفى أسامة نصر
حسن مصطفى عمر نصر ويعرف أيضًا اختصار بأبو عمر. هو رجل دين مصري كان يقيم في مدينة ميلانو الإيطالية والتي تم اختطافه منها من قبل أشخاص تابعين لمكتب المخابرات الأمريكية، السي آي أي. أدى ذلك الاختطاف إلى إحداث ضجة إعلامية واحتدام الأمر بالحكم غيابيًّا على 22 مخابر أمريكي بالإضافة إلى عقيد في سلاح الجو الأمريكي وأبو عمر بنفسه.

## النشأة
يعد أبو عمر عضو في الجماعة الإسلامية والتي كان تسعى سابقًا للإطاحة بالحكومة المصرية. أصبحت الجماعة تتبع الطرق السلمية للحوار بعد الإطاحة برئيس محمد مرسي وتعتبر المسؤولة عن اغتيال الرئيس أنور السادات في 1981 بالإضافة إلى الحملات الإرهابية التي قامت بها خلال فترة التسعينات والتي احتدمت بمجزرة الأقصر في عام 1997. بناءً على تلك المعطيات أصبحت الجماعة تعد من المنظمات الإرهابية من قبل كل من الولايات المتحدة والاتحاد الأوروبي. طلب أبو عمر حق اللجوء في إيطاليا بعد إعلان الحكومة المصرية أن الجماعة الإسلامية غير قانونية.

## اختطافه من قبل المخابرات الأمريكية
في شباط/فبراير من 2003 اختطفت عناصر تابعة لوكالة الاستخبارات المركزية الأمريكية أبو عمر أثناء مشيه إلى مسجده في ميلانو لأداء صلاة الظهر ليصبح بذلك رهينة شبح. لاحقا نقل الإمام إلى مصر حيث صرح أنه تعرض إلى التعذيب هناك.
في نيسان/أبريل 2004 وأثناء اعتقال أبو عمر والذي كان قد تم نقله تحت الإقامة الجبرية، قام الأخير بإجراء عدة مكالمات إلى أفراد من عائلته ليخبرهم أنه تم تسليمه إلى مباحث أمن الدولة لينقل إلى سجن طُره الواقع مسافة 32 كيلومتر جنوب القاهرة. صرح أبو عمر أنه أثناء وجوده في المعتقل تلقى معاملة مهينة بالإضافة إلى التعذيب، صعق الأعضاء التناسلية والاغتصاب مما أدى إلى فقدانه حاسة السمع في أحد أذنيه. أطلق قاضي مصري سراح أبو عمر في أثناء الفترة التي كان يقوم بيها بإجراء مكالماته الهاتفية مع أهله وذلك نظرا لعدم وجود أدلة كافية للاتهام ولكن سرعان ما تم اعتقاله مجددا ما ان توقف بتواصل مع أهله.
بسبب تميز قضية أبو عمر عن غيرها، صرح السيناتور السويسري ديك ماريت أن عملية الاختطاف هي نموذج مثالي على عودة استثنائية إلى الوطن. في المقابل تسبب اختطاف الإمام إلى إحداث صخب داخل أوساط المخابرات الإيطالية وسلسلة من التحقيقات التي عرفت (الإمام المختطف).

## محاكمة المخبرين وآخرين
في الرابع من شباط/فبراير 2009 حكم قاضي إيطالي غيابيا على 22 مخبر أمريكي بالإضافة إلى عقيد في سلاح الجو الأمريكي ومخبريين إيطاليين بسبب تورطهم بالاختطاف، في المقابل تم تبرئة ثمانية متهمين إيطاليين وأمريكيين.
تلقى الرئيس السابق لفرع المخابرات الأمريكية في ميلانو، روبرت سيلدون ليدي حكما بالسجن لمدة ثماني سنوات. علاوة على ذلك تلقى المقدم جوزيف رومانو والذي كان آن ذاك قائد الفرقة الجوية الثالثة والسبعون و21 متهم آخر أحكام بسجن مدة خمس سنوات. أيضا حكمت المحكمة بدفع تعويض بقيمة مليون يورو لأبو عمر و500,000 يورو لزوجته.
في عام 2010 كشفت وثائق مسربة أن الولايات المتحدة فعلت ما بوسعها لمحاولة إيقاف الحكومة الإيطالية من تنفيذ الأحكام الصادرة بحق المخبرين الأمريكيين وأن رئيس الوزراء الإيطالي آنذاك سيلفيو بيرلسكوني أكد لوزير الدفاع الأمريكي روبرت غيتس أنه كان يقوم بما في وسعه لحل الأزمة ولكن النظام القضائي الإيطالي كان متحكم بأغلبية يمينية.
في تموز/يوليو 2013 طلبت السلطات الإيطالية باعتقال روبرت سيلدون ليدي في بنما ولكن تم اطلاق سراحه لاحقا وسمح له بركوب طائرة متجه إلى الولايات المتحدة.

## إطلاق سراحه في شباط 2007

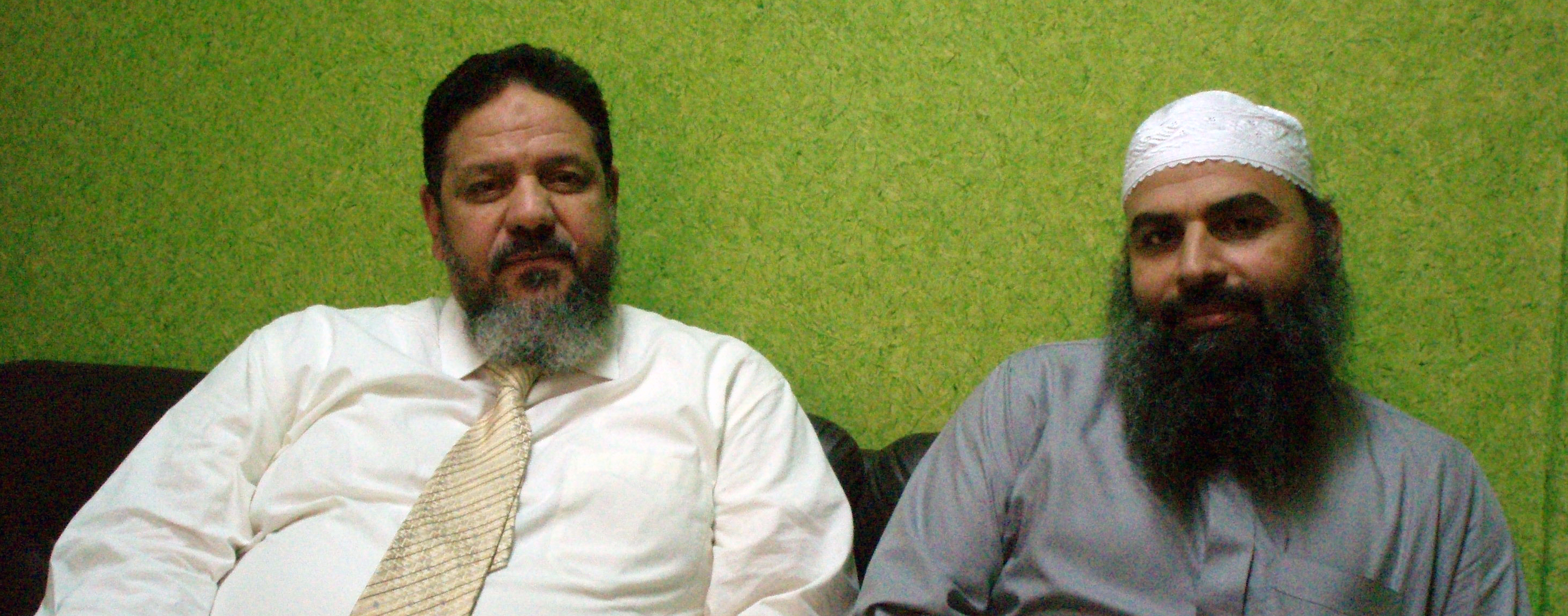
أبو عمر ومحاميه منتصر الزيات بالقاهرة سنة 2007.

في شباط/فبراير أعلن محامي أبو عمر، منتصر الزيات أنه تم إطلاق سراح موكله وأنه الآن قد عاد إلى عائلته. أعلن قاضي مصري بعد فترة أربع سنوات أن الحكم على نصر كان لا أساس له من الصحة.

## محاكمته من قبل إيطاليا
في كانون الأول/ديسمبر 2013 حكمت محكمة إيطالية غيابيا على نصر بتهم متعلقة بالإرهاب كان قد تورط بها قبل اختطافه. هذا ورفضت السلطات المصرية تسليمه أو حتى محاكمته.